# Dave Walker (Rennfahrer)
David „Dave“ Walker (* 10. Juni 1941 in Sydney; † 24. Mai 2024) war ein australischer Automobilrennfahrer.

## Karriere
Der junge Dave Walker arbeitete als Bilanzbuchhalter in Australien, als ihn Freunde zum Motorsport brachten. Walker nahm aus Spaß an einem Bergrennen teil und fand Gefallen an seiner neuen Betätigung.
1962 kam Walker nach Großbritannien und erhoffte sich mit übertriebenem Enthusiasmus einen Vertrag als Fahrer bei Brabham, war doch der zweimalige Formel-1-Weltmeister Sir Jack Brabham sein Landsmann. Der junge Mann wurde eines Besseren belehrt und musste unverrichteter Dinge wieder in sein Heimatland zurückkehren.
Nun begann Walker seine Karriere seriöser zu planen. Er fuhr in Australien in verschiedenen Nachwuchsklassen, ehe er 1966 erneut nach Europa kam und in die Formel 3 einstieg. 1968 und 1969 fuhr er zwei Saisons in der Formel Ford und wurde 1970 Werksfahrer bei Lotus, um für das Team in der britischen Formel-3-Meisterschaft an den Start zu gehen. Er gewann 1970 die Lomback-Meisterschaft. 1971 triumphierte er in der Shell- und der Forward Trust Meisterschaft (die britische Formel 3 war in den frühen 1970er-Jahren in eine Winter- und eine Sommerserie geteilt) und wurde somit dreimal britischer Formel-3-Meister.
Diese Erfolge brachten Walker einen Platz im Formel-1-Team von Lotus ein. Sein Debüt gab er beim Großen Preis der Niederlande in Zandvoort. Walker fuhr den Lotus-Turbinenwagen, den Lotus 56 mit den vier Gasturbinen von Pratt & Whitney. Walker war im Training zwar nur 22ster, aber für das Rennen witterte sein Teamchef Colin Chapman die große Chance, denn es regnete in Strömen: Hör zu, vergatterte Chapman seinen Rekruten, Du hast heute die Chance deines Lebens, du kannst dir für alle Zeiten einen Namen machen. Aber befolge meinen Befehl: Take it easy in den ersten zehn Runden. Dann kommst du automatisch nach vorne. Mit gerunzelter Stirn registrierte Chapman, dass Walker (sic) bis zur fünften Runde schon acht Autos überholte; dabei hatte er neue, noch uneingefahrene Bremsbeläge. Als Walker 250 m vor der Tarzankurve bremste, schlitterte der Turbinen-Lotus geradeaus in den Maschenzaun. Chapman war nach dem Rennen wütend und Walker trauerte bis ans Ende seiner Karriere dieser vergebenen Chance nach.
Es folgte eine frustrierende Saison 1972 im Lotus 72. Walker wurde zwar Fünfter beim nicht zur Weltmeisterschaft zählenden Rennen in Brasilien, aber sein Teamkollege Emerson Fittipaldi wurde Weltmeister und Walker schaffte nicht einen einzigen Weltmeisterschaftspunkt. Er kam nur einmal unter die ersten zehn. In Spanien blieb er drei Runden vor Schluss ohne Benzin im Tank liegen, wurde aber als Neunter gewertet. 
Am Ende des Jahres verlor er seinen Vertrag bei Lotus. Es folgte der Abstieg. 1973 fuhr er Formel 2 für GRD, auch hier ohne Erfolg. 1974 hatte Walker zwei Autounfälle. Einmal brach er sich die Hand, beim zweiten Unfall ein Bein. 
1975 kam er zurück, er bestritt 2-Liter-Sportwagenrennen und fuhr in der Formel 5000. 1976 kehrte er nach Australien zurück, um dort noch einige Jahre Rennen in der Formel Atlantic zu fahren.
Er starb im Mai 2024. Dave Walker wurde 82 Jahre alt.

## Statistik

### Einzelergebnisse in der Sportwagen-Weltmeisterschaft
| Saison | Team                         | Rennwagen          | 1   | 2   | 3   | 4   | 5   | 6   | 7   | 8   | 9   | 10  |
| ------ | ---------------------------- | ------------------ | --- | --- | --- | --- | --- | --- | --- | --- | --- | --- |
| 1974   | Target Racing Jörg Obermoser | Lola T294 TOJ SS02 | MON | SPA | NÜR | IMO | LEM | ZEL | WAT | LEC | BRH | KYA |
| 1974   | Target Racing Jörg Obermoser | Lola T294 TOJ SS02 |     |     |     |     |     |     |     |     | DNF | DNF |